# Setge de Nara
Setge de Nara: Batalla de les guerres Genpei va ocórrer després de la batalla d'Uji (1180) en la qual el clan Taira atacà als aliats del clan Minamoto.
Al morir els principals executors de la rebel·lió del Clan Minamoto, el clan Taira s'enfocà en destruir i incendiar el Mii-dera per haver donat suport al clan Minamoto i van decidir estendre l'atac cap a la ciutat de Nara, on era el lloc on s'anaven a reunir les forces opositores als Taira. Taira no Shigehira i Taira no Tomomori, fills de Kiyomori, elaborarien el lloc de la ciutat. No obstant això els sōhei de Nara decidiren defensar-se i posaren barricades i defenses improvisades en la ciutat; tenint arcs, fletxes i naginata com armes. El clan Taira se desplaçà en cavall i tenien avantatge estratègic, i cremaren els temples budistes de Kōfuku-ji i Tōdai-ji, destacant la destrucció del Daibutsu del Tōdai-ji; tot just l'Enryaku-ji va poder repel·lir l'atac i romandre intacte. L'incendi provocà la devastació de gran part de la ciutat i deixà al voltant de 3.500 persones mortes entre civils i monjos.